# ズームピザ
ズームピザ（英: Zume Pizza, Inc.）は、アメリカ合衆国カリフォルニア州マウンテンビューに本社を置く宅配ピザ会社。

## 概要
ズームピザはXbox Liveのゼネラルマネージャーやジンガのプレジデントを務めたAlex Gardenによって2015年6月に設立された。設立後すぐにデリバリートラックの開発に着手すると9月にはミントンズ・プレイハウスの親会社のCEOを務め、共同創業者となるJulia Collinsを招聘。2015年10月よりロボットメーカーABBの協力のもとピザ製造ロボットの着手に取り掛かり2016年4月にはロボットを活用して作るピザの販売にこぎつけた。既存宅配ピザチェーンと異なる大きな特徴としてピザ製造にロボットを活用しキッチンを半自動化して時間と製造コストを大幅に短縮していることと、デリバリートラックを活用し焼いて仕上げる分散型のピザデリバリーというシステムを用いている事が挙げられる。

## ロボットキッチンによるピザの製造
本社工場では1時間あたり372枚のピザ製造能力を保有し、スマホのアプリから注文が入ると決済され製造ラインにオーダーが入る仕組みとなっている。当初はスタッフがピザ生地を機械にセットする必要があったが2017年6月より生地回しロボット「Doughbot」が9秒で生地をピザの形に加工する。この「Doughbot」導入により従来比36秒の短縮と生地を延ばす際に生地が縮むのを防ぐ添加剤の削減を実現した。
均等に広げられたピザ生地はコンベアで次の工程に運ばれると2種類のソースディスペンサー「Georgio」「Pepe」により注文に応じたソースが塗布され、ソース散布ロボット「Marta」により2秒弱でソースが生地全体へ塗り拡げられる。その次の工程ではスタッフの手により具材がトッピングされる。この工程だけはトッピング種類により重量やサイズや質感が異なるため自動化が難しいとされる。そしてロボットアーム「Bruno」がピザをオーブンへ移動し焼き上げ、オーブンから配達スタッフの手でスライサーに運ばれ八等分され宅配用ボックスに梱包される。2018年6月にはロボットアーム「Vincenzo」が投入され800度のオーブンからピザを取り出す危険な作業も自動化され8秒間隔で近くの棚に置かれるようになった。(当初は本社で完全に焼き上げて配達していたが2016年9月以降は本社で1分ほど軽く焼き、前述の通りデリバリートラックを用いて到着直前に焼き上げる方式となった。)
ロボットには1台あたり2万から3万5000ドルのコストがかかっているが、「ロボット化により工程削減や人件費削減が可能となり高品質な食材を用いて一般的なピザよりカロリーを抑えてある」とされる
。

## デリバリートラックと分散型のピザデリバリー
2016年からフィアット製デリバリートラックを宅配に活用している。このデリバリートラックにはオーブンが56台設置されており12分以上かかる配達にはGPSで到着予想時刻を計算し、3分15秒前に遠隔操作でオーブンのスイッチが入り焼き始めるため利用者にできたてのピザを提供できるようになった。(2018年の紹介記事ではトラックには6台のオーブンがあり1時間に70枚のピザを焼くことができると紹介されている。)
既存の大手宅配ピザチェーンと競争するための戦略として製造拠点は1都市1箇所とし、デリバリートラックでネットワークを作りラストワンマイルをモペッドで配達したり、製造拠点からデリバリートラックへの補充は専用バンを用いるという分散型のピザデリバリーシステムを計画している。従来のピザチェーンのように地域に店舗を出店すると店舗ごとの製造能力は一定なので地域の需要変動に機敏に対応できないが、この分散型のピザデリバリーシステムならトラックの配置を変えることで地域の需要変化に素早く対応でき、一般的にピザの調理と配達にかかる時間は平均45分と言われるが、ズームピザは約22分で完了するとされる。ただしこの分散型のピザデリバリーシステムには都市全体で需要が増えた場合、ピザ製造拠点の生産キャパシティーがボトルネックになるという弱点も抱えている。
効率よくデリバリートラックにピザを積み込み適切な位置へ配置するためには高い精度で需要を予測することが求められるためZumeでは顧客データを蓄積して予測分析の向上をはかっており、特定の地域で最も人気の高いトッピングや特定の種類の注文に対する需要が急増する時間帯を割り出している。ズームピザによると顧客は同じ曜日の同じような時間帯にピザを注文する傾向があるという。

## 沿革
- 2015年6月 - Alex GardenとJulia Collinsにより設立。
- 2016年4月 - ピザ営業開始。
- 2016年9月 - デリバリートラックの運用開始[8]。
- 2017年10月6日 - シリーズBラウンドでジェリー・ヤンのAME Cloud Ventures主導により4,800万ドル調達[9]。
- 2018年4月25日 - 別事業への進出を計画しZume Pizza, Inc.の親会社としてZume Inc.を設立[10]。
- 2018年11月1日 - シリーズCラウンドでSoftBank Investment Advisers主導により3億7,500万ドル調達[11]。